# Winnebago (jezioro)
Winnebago (ang. Lake Winnebago) – jezioro w Stanach Zjednoczonych, we wschodniej części stanu Wisconsin, największe jezioro znajdujące się w całości w granicach tego stanu.
Jezioro ma powierzchnię około 534 km², długość około 45 km i szerokość sięgającą 16 km. Maksymalna głębokość wynosi około 6,4 m.
Główną rzeką zasilającą Winnebago jest Fox River (Upper Fox), która wpada do jeziora na zachodzie (nieco wcześniej rzeka przepływa przez jezioro Butte des Morts, gdzie łączy się z nią rzeka Wolf). Fox River (Lower Fox) jest także główną rzeką wypływającą z jeziora Winnebago, na jego północno-zachodnim skraju, prowadząc w kierunku zatoki Green Bay na jeziorze Michigan. Odpływ wód z jeziora kontrolowany jest przez dwie zapory wodne zbudowane w połowie XIX wieku.
Nad jeziorem położone są miasta Fond du Lac, Menasha, Neenah oraz Oshkosh.